# Walking on the Moon
Walking on the Moon ist ein Lied von The Police aus dem Jahr 1979. Es erschien am 4. November 1979 als zweite Single aus dem zweiten Studioalbum Reggatta de Blanc. Der Song wurde von Sting geschrieben, er zählt zu den mehr Reggae-beeinflussten Songs von The Police.

## Entstehung
Produziert wurde das Lied von Nigel Gray und The Police. Sting schrieb es nach einem Konzert in München, als er betrunken war. Am nächsten Morgen erinnerte er sich an das Lied und schrieb es auf.

„Ich war betrunken in einem Hotelzimmer in München und sackte mit einem dicken Schädel auf das Bett, als mir dieses Riff in den Kopf kam. Ich stand auf und ging durch den Raum und sang: "Walking round the room, ya, ya, walking round the room". Das war alles. Im kühlen Morgenlicht erinnerte ich mich an das Geschehene und schrieb das Riff nieder. Aber "Walking around the Room" war ein dummer Titel, also dachte ich an etwas noch Dümmeres, "Walking on the Moon"“

Sting schrieb in seiner Autobiographie, dass das Lied teilweise von einer früheren Freundin inspiriert wurde:

„Deborah Anderson war meine erste richtige Freundin. Das Nach-Hause-gehen in diesen frühen Tagen von Deborahs Haus wurde schließlich zu einem Lied, denn verliebt zu sein bedeutet, von der Schwerkraft befreit zu werden.“

Walking on the Moon entstand ursprünglich in einer rockigeren Version, es wurde jedoch überarbeitet. Das Bassriff wurde von Sting als „weird“ und „jazzy“ beschrieben. Gitarrist Andy Summers steuerte ein cleanes Riff bei, das über den gesamten Song „hinter“ den Basstönen gespielt wird.

## Kommerzieller Erfolg

### Chartplatzierungen
Das Stück war die zweite von fünf Nummer-eins-Singles in Großbritannien. Auch in Irland erreichte Walking on the Moon Platz eins, in Italien Platz zwei. Im deutschsprachigen Raum konnte sich der Song nicht platzieren.
| ChartsChartplatzierungen     | Höchstplatzierung | Wochen |
| ---------------------------- | ----------------- | ------ |
| Vereinigtes Königreich (OCC) | 1 (10 Wo.)        | 10     |

### Auszeichnungen für Musikverkäufe
| Land/Region                  | Auszeichnungen für Musikverkäufe (Land/Region, Auszeichnung, Verkäufe) | Verkäufe |
| ---------------------------- | ---------------------------------------------------------------------- | -------- |
| Neuseeland (RMNZ)            | Gold                                                                   | 15.000   |
| Vereinigtes Königreich (BPI) | Gold                                                                   | 500.000  |
| Insgesamt                    | 2× Gold ·                                                              | 515.000  |

Hauptartikel: The Police/Auszeichnungen für Musikverkäufe